# Hohenzollernplatz (metrostation Berlijn)
Hohenzollernplatz is een station van de metro van Berlijn, gelegen aan de rand van het gelijknamige plein, onder de Hohenzollerndamm, in het Berlijnse stadsdeel Wilmersdorf. Het metrostation werd geopend op 12 oktober 1913 aan het eerste deel van de Wilmersdorf-Dahlemer U-Bahn, de huidige lijn U3. Station Hohenzollernplatz is zoals alle stations op de U3 opgenomen op de monumentenlijst.
Station Hohenzollernplatz heeft een eilandperron en werd zoals alle stations op het Wilmersdorfse deel van de U3 ontworpen door Wilhelm Leitgebel. De stad spaarde ook hier kosten noch moeite om het station een luxueus uiterlijk te geven, dat het goedburgerlijke karakter van de omgeving moest weerspiegelen. In de wanden worden door pilasters nissen geschapen en voor het dak koos men een cassetteplafond. Brede natuurstenen zuilen met gedecoreerde kapitelen op het perron maken het ensemble af. In de noordelijke wand van de perronhal, langs het spoor richting Krumme Lanke, is een granietblok aangebracht met het opschrift Grundstein 5. Oktober 1909 ("Eerste steen 3 oktober 1909") – hier begon namelijk de bouw van de Wilmersdorf-Dahlemer U-Bahn. In de wandnissen hingen aanvankelijk reclameborden, maar deze werden aan het eind van de jaren 1980 vervangen door afbeeldingen van bezittingen van de Hohenzollerndynastie, die Duitsland tot 1918 regeerde.

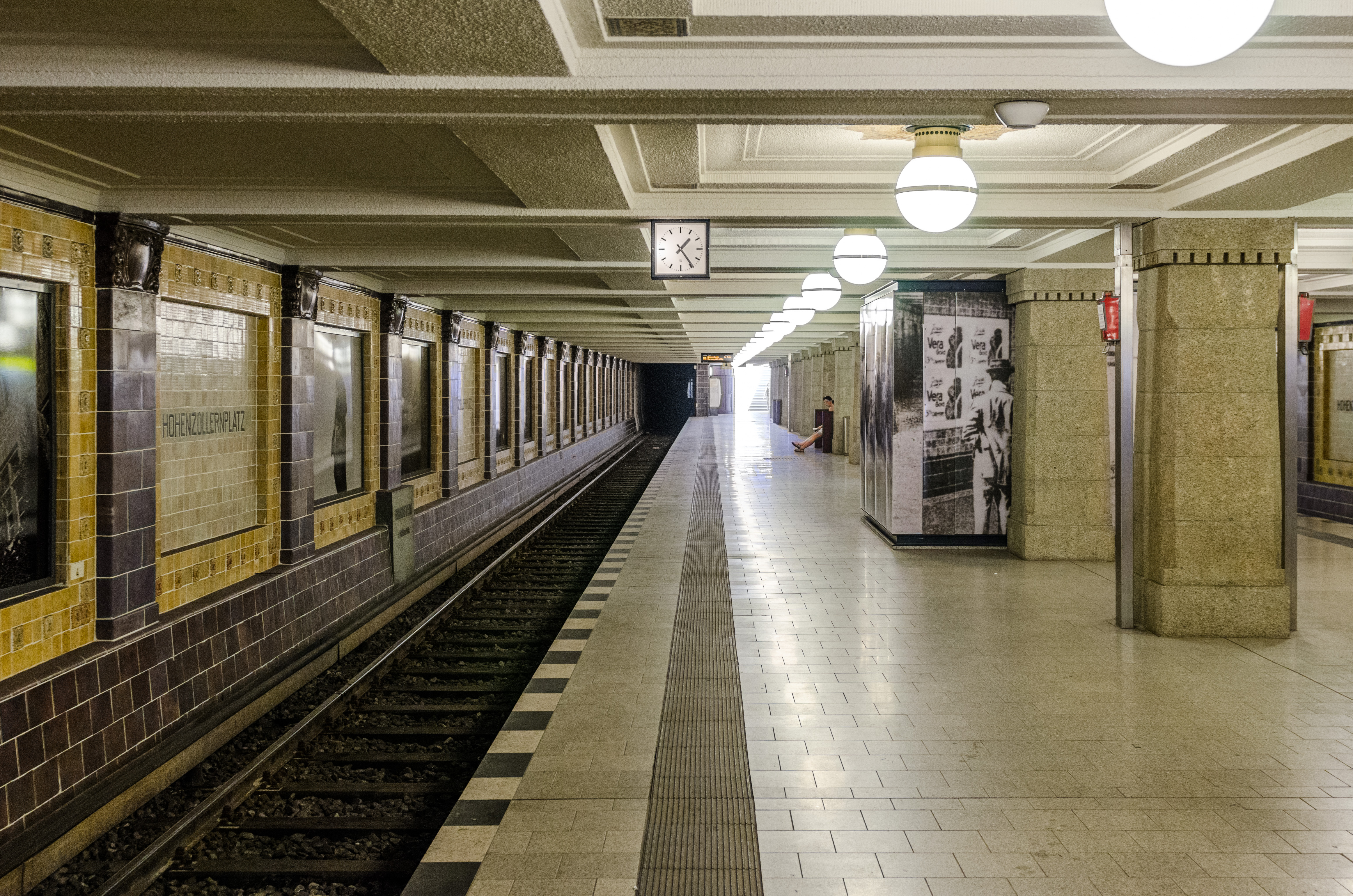
Het weelderig gedecoreerde perron

Aan beide uiteinden gaat het perron over in kleine stationshallen, van waaruit trappen naar de midenberm van de Hohenzollerndamm leiden. Oorspronkelijk lagen deze met sierportalen omgeven uitgangen aan de rand van de straat, totdat deze in 1954 werd verbreed. De westelijke uitgang, bij de kruising met de Uhlandstraße, werd bij deze gelegenheid aangepast: de hoge met adelaars gekroonde pijlers kwamen achter in plaats van voor de toegang te staan. De oostelijke toegang, op het eigenlijke plein, bleef onveranderd.